# のじま (巡視船・2代)
のじま (JCG Nojima, PL-01) は、海上保安庁の巡視船である。分類上はPL型、公称船型は1000トン型。
就役時は横浜海上保安部に配属されていたが、1997年に境海上保安部に配属替えされ、これに伴っておきに名称を変更した。
2017年1月24日の解役後、本船はマレーシア海上法令執行庁に供与されアラウ (KM Arau 8704) となった。

## 来歴
1970年代、200海里排他的経済水域制定など新海洋秩序時代の到来に伴い、海上保安庁は、昭和52年度補正計画から55年度計画にかけて1000トン型PL（しれとこ型）28隻を整備した。これはワークホースとして、警備・救難業務のいずれをも実施できるように設計されていたが、ハードが状況に対応しきれず、乗員に負担がかかる面も多かった。このことから海上保安庁は、ある程度振り分ける業務指定船制度を開始、昭和59年度からは救難強化巡視船も登場した。しかしこれは、あくまで既存の汎用船に所要の器材・人員を搭載したものであり、依然として不十分な部分が指摘されていた。
また新海洋秩序を契機にヘリコプターも大量整備されたものの、巡視船との連携はあまり配慮されていなかった。このことから、ヘリコプターとの連携能力や潜水作業の支援能力などを強化した、救難強化型巡視船のプロトタイプとして建造されたのが本船である。

## 設計
船型は長船首楼型、船質は鋼である。堪航性を考慮してブルワークを備え、シアやフレアも大きく取っているほか、上部構造物は縦揺れが少ない中央部に集中配置された。また航空運用能力が要求されたことから、フィンスタビライザーも備えている。
操舵室に隣接してOIC（Operation Information Center）を設置したほか、操舵室およびその周辺区画には高度集約操舵室システムを採用して、指揮統制の迅速化を図った。また居住区は機関室の前方に集中配置されているが、ここには第1・2公室が設けられ、特に第1公室には38名収容可能な会議室としての機能が付与された。
主機関はディーゼルエンジン（単機出力3,500馬力）2基、推進器は可変ピッチ・プロペラである。またマリーナー型舵2舵を備えて、操舵性能向上を図った。なお遠隔操縦装置を備えており、航行時の機関監視・制御は操舵室で行っている。
電源としては、給電の連続性や設備スペース、経済性を考慮して、ディーゼルエンジンを原動機とする出力150kVAの発電機を3セット搭載した。停泊中は1基、航行中は2基、出入港などは3基の並列運転を行うこととしている。

## 装備
本船では、新造巡視船としては初めて、海中捜索救難システムを装備した。これは水中テレビカメラを装備したROVと高周波のサイドスキャン・ソナーから構成されており、海中での捜索救難能力が大幅に向上した。
また本船の特徴の1つが航空運用能力であり、船尾甲板上には、船首楼甲板より更に1層高めて架するかたちでヘリコプター甲板が設けられている。この甲板は、公式には救難甲板と呼ばれており、竣工直後はヘリコプターの運用能力を持たないと発表されていたが、実際にはベル 212の運用に対応しており、燃料補給装置も備えている。ただしハンガーは備えていないため、固有の搭載機はもたない。
搭載艇は7.5メートル型潜水支援艇と7メートル型高速警備救難艇、各1隻である。

## 運用
昭和62年度計画において、同名の900トン型PLの代船として建造され、1989年9月21日に竣工、横浜海上保安部に配属された。平成元年度計画からは、本船の運用実績を踏まえて設計を改良したおじか型の建造が開始された。
なお、1997年に境海上保安部に配属替えされ、これに伴って「おき」に改称されている。

### マレーシアへの供与
2016年6月に同番号・同船名のくにがみ型巡視船が進水しており、2017年1月24日に本船は解役となったが、南シナ海でのマレーシア海上法令執行庁（MMEA）の海上警備能力強化を支援するため、本船と「えりも」を2017年中にマレーシアに供与する事となった。
本船は広島県尾道市のジャパン マリンユナイテッド因島工場で改修を行い、2017年5月31日にマレーシアへ向けて因島を出港した。回航はサイフル・リザン・イブラヒム（Saiful Lizan Ibrahim）船長以下マレーシア側要員25名と日本側要員13名によって行われたが、回航に先立って日本で2週間の慣熟訓練が行われている。本船は沖縄、台湾、香港、フィリピンを経由し6月8日にマレーシア・サバ州コタキナバルのセパンガー海軍基地へ到着した。ドックで2日間の整備の後に本船はセランゴール州クラン港へ向かい、7月15日に同港の海軍水路センターにて命名・披露式が行われた。本船はプルリス州の王都アラウに因みアラウ(KM Arau 8704) と命名された。
本船はペカン（KM Pekan 9203, 元えりも）に次いでマレーシア海上法令執行庁で2番目に大きな巡視船である。アラウは補給なしで21日間活動するなど従来の船艇に比べて高い能力を持ち、海上での警備・捜索救難活動のほか、今後整備される同庁の大型巡視船の乗員に対する練習船としても運用されるものと考えられている。なお海上保安庁時代の主武装であったJM61-M 20mm多銃身機銃は供与にあたって撤去されたものの銃座そのものは残置されており、将来的に30mm級の機銃や無人航空機（UAV）などを搭載する可能性もある。

## 登場作品
『ガメラ 大怪獣空中決戦』
冒頭にて、架空のプルトニウム輸送船「海竜丸」を護衛していた最中、自力で動く謎の環礁に遭遇する。